# Vane Pennell
Vane Hungerford Pennell (Kensington, Londres, 16 d'agost de 1876 – Bournemouth, 17 de juny de 1928) va ser un jugador de rackets i jeu de paume anglès que va competir a començaments del segle xx.
El 1908 va prendre part en els Jocs Olímpics de Londres, on guanyà la medalla d'or en la prova de dobles de rackets, formant equip amb John Jacob Astor. En la prova individual fou cinquè en perdre el primer partit, mentre en la competició del jeu de paume fou eliminat en quarts de final.
Pennell estudià a Eton, Charterhouse i al Trinity College de la Universitat de Cambridge.